# Petru Codau
Petru Codau (ur. 18 maja 1991 w Botoszanach) – rumuński wioślarz.

## Osiągnięcia
- Mistrzostwa Świata Juniorów – Linz 2008 – czwórka podwójna – 8. miejsce[1].
- Mistrzostwa Świata Juniorów – Brive-la-Gaillarde 2008 – dwójka podwójna – 2. miejsce[1].
- Mistrzostwa Europy – Brześć 2009 – ósemka – 6. miejsce[1].